# Piekary (powiat oławski)
Piekary (niem. Beckern) – wieś w Polsce położona w województwie dolnośląskim, w powiecie oławskim, w gminie Jelcz-Laskowice.

## Podział administracyjny
W latach 1975–1998 miejscowość należała administracyjnie do województwa wrocławskiego.

## Historia
Miejscowość wzmiankowana w XIV wieku jako przyległość Jelcza, z którym była ściśle związana, gdyż umiejscowiony na jej terenie folwark stanowił główny majątek jelczańskich dóbr. Nazwa wsi pochodzi od osadzonych tu wówczas piekarzy, którzy wypiekali chleb na potrzeby zamku w Jelczu. W Piekarach osadzono pierwotnie 9 piekarzy, 7 kucharzy i 3 browarników.

## Zabytki
Do wojewódzkiego rejestru zabytków wpisany jest:
- spichlerz murowany, z XVIII wieku

inne zabytki:
- aleja ponad stuletnich lip drobnolistnych
- murowana wieża alarmowa datowana na około 1890 r.
- dom mieszkalny murowany, z około 1870 r., ul. Średnia 7
- dom mieszkalny murowany, z lat 1910–1915, ul Średnia 2
- dom mieszkalny murowany, z około 1900 r., ul. Górna 22
- dom mieszkalny murowany, z początek XX wieku, ul. Główna 27
- dom mieszkalny murowany, z około 1890 r., ul. Główna 17
- dom mieszkalny murowany, z połowy XIX wieku, ul. Główna 19
- dom mieszkalny murowany, z około 1905 r., ul. Główna 1